# Отто Корфес
Отто Корфес (нім. Otto Korfes; 23 листопада 1889, Венцен — 24 серпня 1964, Потсдам) — німецький воєначальник і політик, генерал-майор вермахту і ННА. Кавалер Лицарського хреста Залізного хреста.

## Біографія

### Дитинство, юність, початок служби
Був п'ятою дитиною в сім'ї пастора Отто Корфеса і його дружини Емілії, уродженої Фрідріх. У 1901 році, коли Отто було 12 років, сім'я переїхала в Каттенштедта в Гарце. У 1901/09 роках навчався в гімназії і 16 березня 1909 року, після її закінчення, отримав атестат зрілості.
У травні того ж року Корфес поступив на службу в 66-й піхотний полк (3-й Магдебурзький). У серпні 1914 року, коли почалася Перша світова війна, він був направлений на Західний фронт. У липні 1918 року, незадовго до закінчення війни, він отримав важке поранення і до січня 1919 року перебував в госпіталі.

### Мирне життя у Веймарській республіці
У липні 1919 року його запросили на роботу в Німецький Союз Офіцерів в Берліні, а восени він поступив на філософський факультет Берлінського університету Фрідріха-Вільгельма. Одночасно, з початку 1920 року, починає працювати в Центральному відділі Імперського архіву. 9 червня 1923 року йому було присуджено ступінь доктора суспільно-політичних наук. У тому ж році він був прийнятий на роботу в військово-історичний відділ Імперського архіву під керівництвом генерала Ганса фон Гефта.
З цього часу він починає виступати з лекціями, друкуються його публікації. У грудні того ж року він став членом Спілки Фронтовиків «Сталевий шолом», керівником якого був його колишній товариш по службі Франц Зельдте.
26 жовтня 1929 він одружився (в липні 1929 року відбулись заручини) з Гудрун Мерц фон Квірнгайм, дочкою президента Імперського архіву Германа Мерца фон Квірнгайма. У 1933 році у них народилася дочка Зігрід.
1 жовтня 1937 року Корфес залишив роботу в Імперському архіві (останнім часом він працював обер-регірунгсратом (вищий чиновник) в Військово-Історичному Дослідницькому Інституті в Потсдамі і знову поступив на службу в армію.
Восени 1937 він був відновлений на службі у званні майора і отримав призначення в 66-й піхотний полк в Магдебурзі. Восени 1938 року брав участь в якості командира батальйону 66-го піхотного полку в окупації Судетської області. Незабаром Корфес став командиром 66-го полку.

### Друга світова війна
У лютому 1940 року він був призначений командиром 518-го піхотного полку. На цій посаді брав участь у Французькій кампанії. 22 червня 1941 року полк у складі 295-ї піхотної дивізії (17-а армія) брав участь в нападі на Радянський Союз. Дивізія з боями просувалася через Умань, Полтаву, Артемівськ і Росош на Схід. У серпні 1942 року 295-а піхотна дивізія (а разом з нею і полк Корфеса) була передана 6-й армії, яка наступала на Сталінград. У складі 51-го армійського корпусу дивізія у вересні брала участь в боях за Мамаїв курган, а в жовтні — за сталеливарний завод «Червоний Жовтень» і хімічну фабрику «Лазур».
16 листопада 1942 року, за кілька днів до того як почався наступ радянської армії, Корфес був призначений виконувачем обов'язки командира 295-ї піхотної дивізії. 1 січня 1943 року він офіційно був затверджений на посаді командира дивізії. В кінці січня 6-а армія перестала існувати. 31 січня 1943 року Корфес в парадній формі і при всіх орденах здався в полон.

### У полоні
У лютому 1943 року, через кілька днів після полону, Корфеса та інших генералів перевезли і розмістили в таборі для військовополонених в підмосковному Красногорську. У квітні 1943 року Корфес разом з іншими був переведений в табір для військовополонених у Войкові. У липні 1943 року генералів знову перевезли в новий табір для військовополонених в Войкове. 19 серпня Корфес разом з Зейдліц-Курцбахом і Латтманом були переведені з Войкова в центр перепідготовки в Жуково.
11-12 вересня 1943 року Корфес брав участь у створенні Союзу Німецьких Офіцерів в Луньові і став членом президії нової організації. 14-15 вересня 1943 року відбулося об'єднання Союзу Німецьких Офіцерів і Національного Комітету «Вільна Німеччина». З вересня 1943 року по листопад 1945 року Корфес займався переважно публіцистичною діяльністю в газеті «Вільна Німеччина» і брав участь в передачах на радіостанції, яка носила ту ж назву.
20 липня 1944 року група німецьких офіцерів зробила спробу замаху на Гітлера, яка закінчилася невдачею. Одним з цих офіцерів був брат дружини Корфеса Альбрехт Мерц фон Квірнхайм, розстріляний відразу ж після провалу змови. Інший родич Корфеса, чоловік старшої сестри його дружини, Вільгельм Дікман, який також причетний до змови, після звірячих допитів гестапо був розстріляний в Моабітській в'язниці 13 вересня 1944 року. Після того як в Німеччині була отримана інформація про те, що Корфес активно співпрацює з ворогом, проти його родини були розпочаті репресії.

### На службі НДР
13 вересня 1948 року Корфес повернувся в Радянську окупаційну зону Німеччини. Незабаром після свого повернення, 16 жовтня він був призначений керівником Центрального архіву в Радянській зоні окупації Німеччини в Потсдамі, створеного 1 червня 1946 року.
У листопаді того ж року він вступив в Націонал-демократичну партію Німеччини. У 1949 році Корфес став членом президії НДПН. У 1950—1952 роках Корфес керував Інститутом архівознавства в Потсдамі. 1 жовтня 1952 він в чині генерал-майора був призваний на службу в Народну Поліцію на посаду керівника Історичного відділу.
У 1950-ті роки Корфес займається різноманітною діяльністю: член Національної Ради Національного Фронту НДР, історичної секції Академії наук, вченої ради Музею Німецької Історії. У 1958—1964 роках він також був головою Товариства Колишніх Офіцерів. 31 березня 1956 року Корфес вийшов на пенсію.
У 1994 році в світ вийшла біографія Корфеса «Веймар-Сталінград-Берлін», написана його дочкою Зігрід Вегнер-Корфес.

## Звання
- Фенріх (18 жовтнья1909)
- Лейтенант (22 серпня 1910)
- Обер-лейтенант (25 лютого 1915)
- Гауптман (18 січня 1917)
- Майор резерву (1 червня 1935)
- Майор (1 жовтня 1937)
- Оберст-лейтенант (1 лютого 1938)
- Оберст (1 січня 1941)
- Генерал-майор вермахту (1 січня 1943)
- Генерал-майор ННА (1 жовтня 1952)

## Нагороди

### Перша світова війна
- Залізний хрест
  - 2-го класу (17 вересня 1914)
  - 1-го класу (весна 1916)
- Королівський орден дому Гогенцоллернів, лицарський хрест з мечами
- Хрест «За військові заслуги» (Брауншвейг) 2-го класу з бойовою відзнакою
- Нагрудний знак «За поранення» в чорному

### Міжвоєнний період
- Почесний хрест ветерана війни з мечами
- Медаль «За вислугу років у Вермахті» 4-го, 3-го, 2-го і 1-го класу (25 років)
- Медаль «У пам'ять 1 жовтня 1938»

### Друга світова війна
- Застібка до Залізного хреста 2-го і 1-го класу
- Німецький хрест в золоті (11 січня 1942)
- Медаль «За зимову кампанію на Сході 1941/42»
- Лицарський хрест Залізного хреста (22 січня 1943)

### Післявоєнний період
- Медаль Ернста Моріца Арндта (1957)
- Орден «За заслуги перед Вітчизною» 2-го ступеня (23 листопада 1959)
- Медаль для борців з фашизмом